# Guro Digital Complex (metropolitana di Seul)
Guro Digital Complex (구로디지털단지역 - 九老디지털團地譯, Guro dijiteol danji-yeok) è una stazione della linea 2 della metropolitana di Seul e si trova nel quartiere di Guro-gu, a sud del fiume Han. A partire dal 2018, secondo il progetto, la stazione diventerà interscambio anche per la linea Sinansan.

## Linee
Seoul Metro
● Linea 2 (Codice: 232)

### Linee in costruzione
- Linea Sinansan (apertura prevista per il 2018)

## Struttura
La stazione è realizzata su viadotto, e sono presenti due marciapiedi laterali con porte di banchina a protezione. Essendo la linea 2 una linea circolare, i binari vengono designati come "circolare interna" e "circolare esterna".
| Circ. interna | ● Linea 2 | per Sindorim, Dangsan e Hapjeong                |
| Circ. esterna | ● Linea 2 | per Sadang, Gyodae, Gangnam, Seolleung e Jamsil |

## Stazioni adiacenti
| «           | Servizio | »       |
| Linea 2     | Linea 2  | Linea 2 |
| ----------- | -------- | ------- |
| Sin-Daebang | -        | Daerim  |